# محبوبه متحدین

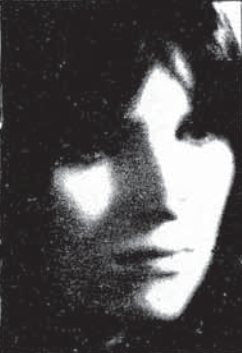
رخ‌نگاره‌ای از محبوبه متحدین

محبوبه متحدین (۱۳۲۹ در مشهد – ۱۳۵۵ در تهران) از اعضای فعال سازمان مجاهدین خلق ایران و از معروفترین انقلابیون کشته شده بود که در بین مخالفان حکومت پهلوی به عنوان نمادی از مقاومت شهرت یافته است.

متحدین و همسرش حسن آلادپوش از معروف‌ترین زوج‌های انقلابی آن دوران بودند. آنها به توصیهٔ علی شریعتی با هم ازدواج کرده بودند و شریعتی داستان «حسن و محبوبه» را تحت تأثیر آنها نوشت. پس از انقلاب ۱۳۵۷ دانشگاه فرح پهلوی به نام او دانشگاه محبوبه متحدین نامیده شد (در سال ۱۳۶۲ مجدداً به دانشگاه الزهرا تغییر نام داد) و بسیاری از مدارس دخترانهٔ ایران محبوبه متحدین نامیده شدند.

## زندگی
متحدین در سال ۱۳۲۹ در خانواده‌ای مذهبی در مشهد به دنیا آمد. در نوجوانی همراه خانواده‌اش به تهران مهاجرت کرد. تحصیلات دبیرستان را در تهران به اتمام رساند و وارد دانشکده هنرهای تزئینی (دانشگاه هنر تهران فعلی) شد و همزمان در مدرسهٔ رفاه نیز به معلمی پرداخت. او در دوران دانشجویی با حسن آلادپوش آشنا شد. این دو از اعضای فعال سازمان مجاهدین خلق شدند و در برنامه‌های حسینیه ارشاد مشارکت فعال داشتند.
در سال ۱۳۴۹ محبوبه و حسن به همراه عبدالعلی بازرگان و میرحسین موسوی «شرکت مهندسان مشاور سمرقند» را تأسیس می‌کنند. این شرکت در پوشش مهندسی به پاتوقی برای طرفداران شریعتی و مخالفان حکومت تبدیل می‌شود و نشست‌های منظمی در آن با هدف اقدامات سیاسی و ابراز نظرات مخالف علیه رژیم شاه برگزار می‌شد. فعالیت‌های سیاسی این دو باعث شد مأموران ساواک آنها را دستگیر کنند. محبوبه و حسن پس از تحمل شش ماه زندان در سال ۱۳۵۲ آزاد شدند و دوباره فعالیت‌های سیاسی خود را از سر گرفتند.
حسن آلادپوش و محبوبه متحدین در سال ۱۳۵۴ به جمع مجاهدین مارکسیست شده پیوستند. آنها پس از دستگیری وحید افراخته و محمدطاهر رحیمی، زندگی مخفی خود را از تابستان ۱۳۵۴ آغاز کردند. در ۶ شهریور ماه ۱۳۵۵ سه مستشار آمریکایی کارمند «راکول اینترنشنال» و فعال در پروژهٔ «آیبکس» (سیستم استراق سمع در مرزهای شوروی) در حوالی میدان وثوق در شرق تهران ترور شدند. آلادپوش در این عملیات راننده فولکس واگن سد معبر کننده بود. ساواک پنج روز بعد موفق به پیدا کردن او شد و حسن در حین فرار مورد اصابت چند گلوله قرار گرفت و کشته شد. محبوبه اما تا شش ماه بعد زنده ماند و در ۱۸ بهمن زیر گلوله‌باران اکیپ گشتی کمیتهٔ مشترک در منطقهٔ دروازه شمیران به سرنوشت همسرش دچار شد.

## یادواره
محبوبه متحدین چندین سال معلم مدارس جنوب تهران بود و بر روی شاگردان خود تأثیرگذار بود. فاطمه هاشمی دختر اکبر هاشمی رفسنجانی یکی از شاگردان او بوده که در گفتگویی با روزنامه ایران در پاسخ به اینکه «تا به امروز الگوی صبر، استقامت و استواری در زندگی‌تان چه کسانی بوده‌اند؟» گفته است: «دو معلم اثرگذار داشتم: خانم سرور آلادپوش (خواهر حسن) و محبوبه متحدین معلمان مذهبی و روشنفکر و انقلابی بودند که بسیار ساده‌زیست بودند و رفتارشان در ذهن دانش‌آموزان تأثیر داشت. قبل از پیروزی انقلاب اسلامی هر دو شهید شدند. این دو برای همیشه در ذهن من ماندند. آنها از جمله افرادی بودند که در جستجوی خلاقیت و ابتکار عمل بودند و آن حس حمایت از مظلوم و مبارزه‌طلبی را در من ایجاد کردند.»
علی موسوی گرمارودی شعر «محبوبهٔ شب» را دربارهٔ محبوبه متحدین و در سال ۱۳۵۷ در کتاب «سرود رگبار» به چاپ رساند:
از سنگ بپرس
که بی تو چونم،
تو آن طلسم حقیقت،
آن که با خویش بودن،
در خویش بودن،
آن زمزمهٔ خنیاگری،
که مست می‌کند،
که سنگ را آب می‌کند،
که شب‌پره را آفتاب می‌کند…
تمام گلهای وحشی را،
از مزارع گندم،
فراجمع خواهم چید،
و به پیشکش،
تو را خواهم آورد،
ای دختر صحرای نور،
از انگشتانم شانه خواهم ساخت،
و بلندترین صخره،
درگذرگاه باد،
خواهیم ایستاد،
و گیسوانت را شانه خواهم کرد،
آرام باش،
عروس خلق،
محبوبهٔ شب…